# Episodi de La nuova famiglia Addams
Gli episodi della serie televisiva La nuova famiglia Addams sono andati in onda a partire dal 19 ottobre 1998. In italia sono stati trasmessi da Rai 1 a partire dall'autunno 1999.
| nº | Titolo originale                       | Titolo italiano                       | Prima TV originale | Prima TV Italia |
| -- | -------------------------------------- | ------------------------------------- | ------------------ | --------------- |
| 1  | Halloween with the Addams Family       | La notte di Halloween                 | 19 ottobre 1998    | autunno 1999    |
| 2  | Deadbeat Relatives                     | Indovina chi si fa vivo               | 20 ottobre 1998    |                 |
| 3  | The Addams Family Goes to School       | Il primo giorno di scuola             | 21 ottobre 1998    |                 |
| 4  | Fester's Punctured Romance             | Un nuovo amore per lo zio Fester      | 22 ottobre 1998    |                 |
| 5  | New Neighbors Meet the Addams Family   | I nuovi vicini della Famiglia Addams  | 23 ottobre 1998    |                 |
| 6  | Grandpapa Addams Comes to Visit        | Arriva nonno Addams                   | 26 ottobre 1998    |                 |
| 7  | Gomez, the Reluctant Lover             | Rubacuori per caso                    | 27 ottobre 1998    |                 |
| 8  | Morticia the Matchmaker                | Uno sposo per Malinconia              | 28 ottobre 1998    |                 |
| 9  | The Addams Family Tree                 | L'albero genealogico                  | 29 ottobre 1998    |                 |
| 10 | Cousin Itt Visits the Addams Family    | Il cugino Itt                         | 30 ottobre 1998    |                 |
| 11 | Art and the Addams Family              | Un artista in famiglia                | 30 ottobre 1998    |                 |
| 12 | Thing Is Missing                       | Cercasi mano disperatamente           | 2 novembre 1998    |                 |
| 13 | Fester Goes on a Diet                  | La dieta dello zio Fester             | 3 novembre 1998    |                 |
| 14 | Morticia's Romance: Part 1             | Il fidanzamento di Morticia - Parte 1 | 4 novembre 1998    |                 |
| 15 | Morticia's Romance: Part 2             | Il fidanzamento di Morticia - Parte 2 | 5 novembre 1998    |                 |
| 16 | Wednesday Leaves Home                  | Fuga da casa                          | 6 novembre 1998    |                 |
| 17 | My Fair Cousin Itt                     | Teatro in famiglia                    | 9 novembre 1998    |                 |
| 18 | The Winning of Morticia Addams         | Un matrimonio da salvare              | 10 novembre 1998   |                 |
| 19 | Uncle Fester's Toupee                  | I capelli dello zio Fester            | 11 novembre 1998   |                 |
| 20 | Lurch Learns to Dance                  | Lezioni di ballo                      | 12 novembre 1998   |                 |
| 21 | Morticia and the Psychiatrist          | Uno psichiatra per Pugsley            | 13 novembre 1998   |                 |
| 22 | Melancholia Finds Romance              | Il nuovo amore di malinconia          | 16 novembre 1998   |                 |
| 23 | Morticia's Favorite Charity            | L'asta di beneficenza                 | 17 novembre 1998   |                 |
| 24 | Morticia Joins the Ladies League       | Un gorilla per amico                  | 18 novembre 1998   |                 |
| 25 | Morticia, the Breadwinner              | La tomba di Nerififi                  | 23 novembre 1998   |                 |
| 26 | Morticia's Dilemma                     | Il dilemma di Morticia                | 30 novembre 1998   |                 |
| 27 | Christmas with the Addams Family       | Un Natale indimenticabile             | 7 dicembre 1998    |                 |
| 28 | Crisis in the Addams Family            | Un'assicurazione sulla vita           | 4 gennaio 1999     |                 |
| 29 | Gomez, the Cat Burglar                 | Gomez topo d'appartamento             | 8 gennaio 1999     |                 |
| 30 | Uncle Fester's Illness                 | La malattia dello zio Fester          | 11 gennaio 1999    |                 |
| 31 | Green-Eyed Gomez                       | Gomez è geloso                        | 15 gennaio 1999    |                 |
| 32 | Thing's Romance                        | Mano nella mano                       | 18 gennaio 1999    |                 |
| 33 | Morticia, the Decorator                | Morticia l'arredatrice                | 22 gennaio 1999    |                 |
| 34 | Close Encounters of the Addams Kind    | Incontri ravvicinati del tipo Addams  | 25 gennaio 1999    |                 |
| 35 | Amnesia in the Addams Family           | Amnesia nella famiglia Addams         | 1º febbraio 1999   |                 |
| 36 | Wednesday's Crush                      | Mercoledì ha una cotta                | 8 febbraio 1999    |                 |
| 37 | Morticia, the Sculptress               | Morticia scultrice                    | 15 febbraio 1999   |                 |
| 38 | Gomez, the People's Choice             | Votate Gomez                          | 22 febbraio 1999   |                 |
| 39 | Lurch, the Teen-Age Idol               | Lurch la Rockstar                     | 1º marzo 1999      |                 |
| 40 | Fester and Granny vs. Grandpapa Addams | Fester e Mamma' contro il Nonno       | 8 marzo 1999       |                 |
| 41 | Saving Private Addams                  | Salvate il soldato Addams             | 15 marzo 1999      |                 |
| 42 | My Son, the Chimp                      | Una scimmia di nome Pugsley           | 22 marzo 1999      |                 |
| 43 | Horseplay                              | Scherzi da cavallo                    | 29 marzo 1999      |                 |
| 44 | Lurch's Grand Romance                  | Lurch innamorato                      | 5 aprile 1999      |                 |
| 45 | Fester Joins the Global Mercenaries    | Operazione gatto                      | 9 aprile 1999      |                 |
| 46 | Catastrophia's Career                  | La carriera di Catastrophia           | 12 aprile 1999     |                 |
| 47 | Addams Family In Court                 | La famiglia Addams in tribunale       | 19 aprile 1999     |                 |
| 48 | Cousin Itt's Problem                   | Il problema del cugino Itt            | 7 maggio 1999      |                 |
| 49 | Morticia, the Playwright               | Morticia scrittrice                   | 14 maggio 1999     |                 |
| 50 | Lurch, Man of Leisure                  | Lurch milionario                      | 21 maggio 1999     |                 |
| 51 | Progress In The Addams Family          | Casa dolce casa                       | 28 maggio 1999     |                 |
| 52 | Undercover Man                         | Agente segreto in casa Addams         | 29 maggio 1999     |                 |
| 53 | Lurch and His Piano                    | Lurch concertista                     | 31 maggio 1999     |                 |
| 54 | Fester, Marriage Counselor             | Fester consulente segreto             | 4 giugno 1999      |                 |
| 55 | Cleopatra, Green of the Nile           | Chi ha preso Marie Antoinette         | 11 giugno 1999     |                 |
| 56 | Granny, the Happy Medium               | Mamma' medium felice                  | 18 giugno 1999     |                 |
| 57 | Lurch's Little Helper                  | Un aiuto per Lurch                    | 25 giugno 1999     |                 |
| 58 | Addams Family Feud                     | Lite in famiglia                      | 10 luglio 1999     |                 |
| 59 | Fester, the Tycoon                     | Rockfester                            | 17 luglio 1999     |                 |
| 60 | Lights, Camera, Addams                 | Un film in casa Addams                | 24 luglio 1999     |                 |
| 61 | The Addams Policy                      | La polizza Addams                     | 31 luglio 1999     |                 |
| 62 | Fester, World Leader                   | Sua maestà Fester                     | 7 agosto 1999      |                 |
| 63 | The Tale of Long John Addams           | La leggenda di long John Addams       | 14 agosto 1999     |                 |
| 64 | Keeping Up With the Joneses            | Rivali senza frontiere                | 21 agosto 1999     |                 |
| 65 | Death Visits the Addams Family         | Partita con la morte                  | 28 agosto 1999     |                 |

## Uno sposo per Malinconia
- Titolo originale: Morticia the Matchmaker
- Diretto da: Gary Harvey
- Scritto da: Maurice Geraghty, Hannibal Coons, Harry Winkler

### Trama
Malinconia, la depressa cugina di Morticia, è stata "mollata" dal suo fidanzato, così è alla ricerca di un altro uomo, gli Addams riescono ad intrappolare un passante per farlo diventare suo sposo, ma dopo le nozze torna il fidanzato di Malinconia, e così si rimettono insieme.

## L'albero genealogico
- Titolo originale: The Addams Family Tree

### Trama
Un compagno di Pugsley e Mercoledì si rivela un loro parente alla lontana, il problema è che lui è estremamente preciso e pulito, contrariamente alla Famiglia Addams.

## Il fidanzamento di Morticia - Parte 1
- Titolo originale: Morticia's Romance: Part 1
- Diretto da: Ed Anders
- Scritto da: Peggy Nicoll, Harry Winkler e Hannibal Coons

### Trama
Morticia e Gomez raccontano la storia del loro fidanzamento dove Gomez avrebbe dovuto sposare una loro zia, ma poi sposa Morticia, la sorella della sposa, di cui lui era già innamorato.
- Altri interpreti: Lisa Calder (Ophelia Addams)

## Il fidanzamento di Morticia - Parte 2
- Titolo originale: Morticia's Romance: Part 2
- Diretto da: Ed Anders
- Scritto da: Peggy Nicoll, Harry Winkler e Hannibal Coons

### Trama
- Altri interpreti: Lisa Calder (Ophelia Addams)

## Uno psichiatra per Pugsley
- Titolo originale: Morticia and the Psychiatrist

### Trama
Pugsley comincia a frequentare gli scout, i suoi parenti, disgustati, decidono di chiamare uno psicologo dicendole, secondo il loro parere, che Pugsley si è unito a una setta. Infine riescono a convincere Pugsley a ritornare alla sua "Normale natura".

## Un gorilla per amico
- Titolo originale: Morticia Joins the Ladies League

### Trama
Dallo zoo scappa un enorme gorilla che diventa il migliore amico di Pugsley e Mercoledì. Lurch diventa molto geloso per paura di essere sostituito da lui. Quando il gorilla torna allo zoo tutto ritorna normale.

## Gomez è geloso
- Titolo originale: Green-Eyed Gomez
- Diretto da: Ed Anders

### Trama
Lo zombie del cugino Bludman, innamorato di Morticia, è tornato e Gomez, sospettando qualcosa, diventa gelosissimo. Alla fine il cugino Bludman torna nella tomba e tutto torna come prima.

## Lurch la Rockstar
- Titolo originale: Lurch, the Teen-Age Idol
- Diretto da: Richard Martin
- Scritto da: Dan Kopelman (teleplay), Carol Henning, Ed Ring, Mitch Persons

### Trama
Lurch diventa una rockstar ed è costretto a lasciare la famiglia Addams, ma questo gli dispiace e così torna a casa.

## Fester e Mamma' contro il Nonno
- Titolo originale: Fester and Granny vs. Grandpapa Addams
- Diretto da: George Erschbamer
- Scritto da: Sloan Nibley (teleplay), Preston Wood (teleplay), Rich Hosek (teleplay), Arnold Rudnick (teleplay), Lila Garrett, Bernie Kahn

### Trama
Il nonno Gomez e Fester, arriva con un paracadute, diventando il baby sitter dei ragazzi, anche se Nonna e Fester sono gelosi.

## Una scimmia di nome Pugsley
- Titolo originale: My Son, the Chimp
- Diretto da: Richard Martin
- Scritto da: Henry Sharp, Arnold Rudnick (teleplay), Rich Hosek (teleplay), Don Quinn

### Trama
Secondo i componenti della Famiglia Addams Pugsley è diventato una scimmia, quando in realtà si trova in uno scantinato. Nonna chiama un mago che dice di essere potente, mentre in realtà è un cialtrone, non sapendo come fare quando gli Addams gli espongono il loro problema gli dice di voltarsi e, per puro caso, tira una leva che fa tornare Pugsley lì, non sapendolo se ne va e tutti continuano a credere che sia stato quel potente mago.

## La famiglia Addams in tribunale
- Titolo originale: Addams Family In Court

### Trama
Fester si innamora di una giudice, finendo in tribunale per via dei suoi siluri.

## Morticia scrittrice
- Titolo originale: Morticia, the Playwright
- Scritto da: Hannibal Coons, Rich Hosek (teleplay), Don Quinn, Arnold Rudnick (storia e teleplay), Henry Sharp (teleplay), Harry Winkler

### Trama
Quando Pugsley e Mercoledì si lamentano a Morticia per via degli spettacoli troppo sdolcinati, Morticia diventa una scrittrice per presentare il suo racconto all'insegnante di teatro.

## Rivali senza frontiere
- Titolo originale: Keeping Up With the Joneses
- Diretto da: Mark Jean
- Scritto da: Robert L. Baird (cosceneggiatore), Kelly Senecal (cosceneggiatore)

### Trama
A casa Addams arrivano dei cugini che sono molto simili a loro ma nel corso dei secoli erano stati in conflitto, tutto sembra a posto ma all'improvviso lo screzio torna tra le due famiglie.